# Prelà
 (mai 2012).
Si vous disposez d'ouvrages ou d'articles de référence ou si vous connaissez des sites web de qualité traitant du thème abordé ici, merci de compléter l'article en donnant les références utiles à sa vérifiabilité et en les liant à la section « Notes et références ».
Prelà (français : Presla ou Prélat) est une commune italienne de la province d'Imperia dans la région Ligurie en Italie.

## Histoire
Prélat également Prela était une seigneurie enclavée dans la principauté d'Oneille. Cette seigneurie fut cédée avec le comté de Tende, au duc de Savoie Charles-Emmanuel.

## Administration
| Période                                  | Période | Identité | Étiquette | Qualité |
| ---------------------------------------- | ------- | -------- | --------- | ------- |
|                                          |         |          |           |         |
| Les données manquantes sont à compléter. |         |          |           |         |

### Hameaux
Valloria, Canneto Sottano, Canneto Soprano, Casa Carli, Praelo, Villatalia, Costiolo, Tavole, Molini

### Communes limitrophes
Borgomaro, Carpasio, Dolcedo, Montalto Ligure, Vasia